# Ischnocnema bilineata
Ischnocnema bilineata är en groddjursart som först beskrevs av Werner C.A. Bokermann 1975.  Ischnocnema bilineata ingår i släktet Ischnocnema och familjen Brachycephalidae. IUCN kategoriserar arten globalt som livskraftig. Inga underarter finns listade i Catalogue of Life.